# Wigurycze (przystanek kolejowy)
Wigurycze (ukr. Вигуричі, ros. Вигуричи) – przystanek kolejowy w miejscowości Wigurycze, w rejonie łuckim, w obwodzie wołyńskim, na Ukrainie. Leży na linii Lwów – Łuck – Kiwerce.